# Papa (album)
Pour les articles homonymes, voir Papa.
Albums de Salif Keïta
Sosie
(1998) Moffou
(2002)
Papa est un album de Salif Keïta sorti le 31 mai 1999 chez Blue Note.

## Historique
Le titre principal de l'album Papa a été repris sur la bande originale du film Ali de Michael Mann avec Will Smith.[réf. nécessaire]

## Liste des titres
| No | Titre                | Durée |
| -- | -------------------- | ----- |
| 1. | Bolon                | 5:52  |
| 2. | Mama                 | 5:34  |
| 3. | Ananamin             | 6:07  |
| 4. | Sada                 | 5:21  |
| 5. | Tolon Wilile         | 5:46  |
| 6. | Tomorrow (Sadio)     | 5:13  |
| 7. | Abede                | 6:35  |
| 8. | Papa                 | 4:57  |
| 9. | Together (Gnokon Fe) | 5:58  |